# Brian Figueroa
Brian Eduardo Figueroa Flores (ur. 28 maja 1999 w mieście Meksyk) – meksykański piłkarz występujący na pozycji skrzydłowego, od 2023 roku zawodnik Mineros.